# Ходак (комуна)
Ходак (рум. Hodac) — комуна у повіті Муреш в Румунії. До складу комуни входять такі села (дані про населення за 2002 рік):
- Аршица (79 осіб)
- Бікашу (140 осіб)
- Дубіштя-де-Педуре (439 осіб)
- Міріджоая (34 особи)
- Тоака (1673 особи)
- Уріча (57 осіб)
- Ходак (2559 осіб) — адміністративний центр комуни

Комуна розташована на відстані 275 км на північ від Бухареста, 37 км на північний схід від Тиргу-Муреша, 101 км на схід від Клуж-Напоки, 135 км на північний захід від Брашова.

## Населення
За даними перепису населення 2002 року у комуні проживала 4981 особа.
Національний склад населення комуни:
| Національність | Кількість осіб | Відсоток |
| -------------- | -------------- | -------- |
| румуни         | 4960           | 99,6%    |
| цигани         | 11             | 0,2%     |
| угорці         | 8              | 0,2%     |
| німці          | 2              | < 0,1%   |

Рідною мовою назвали:
| Мова      | Кількість осіб | Відсоток |
| --------- | -------------- | -------- |
| румунська | 4963           | 99,6%    |
| циганська | 11             | 0,2%     |
| угорська  | 6              | 0,1%     |
| німецька  | 1              | < 0,1%   |

Склад населення комуни за віросповіданням:
| Релігія                                       | Кількість осіб | Відсоток |
| --------------------------------------------- | -------------- | -------- |
| православні                                   | 4236           | 85,0%    |
| греко-католики                                | 352            | 7,1%     |
| адвентисти                                    | 308            | 6,2%     |
| п'ятдесятники                                 | 64             | 1,3%     |
| римо-католики                                 | 5              | 0,1%     |
| реформати                                     | 4              | 0,1%     |
| бретрени                                      | 3              | 0,1%     |
| лютерани (Синодально-пресвітеріанська церква) | 1              | < 0,1%   |
| лютерани (Аугсбурзького сповідання)           | 1              | < 0,1%   |
| не вказали релігію                            | 3              | 0,1%     |